# Burret (Arieja)
Burret és un municipi francès del departament de l'Arieja i la regió d'Occitània.